# Maurice Waltispurger
Maurice Waltispurger (* 6. Januar 1911; Todesdatum unbekannt) war ein französischer Marathonläufer.
1938 wurde er Französischer Meister und kam bei den Leichtathletik-Europameisterschaften in Paris auf den vierten Platz in 2:44:28 h.
1939 wurde er Zweiter bei der Französischen Meisterschaft, 1941 gewann er sie zum zweiten Mal.